# Embaixada da Arábia Saudita em Brasília
A Embaixada Real da Arábia Saudita em Brasília é a principal representação diplomática saudita no Brasil.
O atual embaixador é Ali Abdullah Bahittam, no cargo desde o segundo semestre de 2019.

## História
Em 23 de janeiro de 1970, foi criada a Embaixada do Brasil na Arábia Saudita, em regime de cumulatividade com a Embaixada do Brasil em Beirute. Em 1973, houve a instalação da missão diplomática residente do Brasil em Jedá e a  abertura da Embaixada da Arábia Saudita em Brasília. Também em 1973, o chanceler da Arábia Saudita, Omar Al Sakkaf, encontra-se com o então Presidente da Petrobras, o General Ernesto Geisel, e com Azeredo da Silveira, que viria a ser o ministro das Relações Exteriores do governo de Ernesto Geisel (1974-1979).

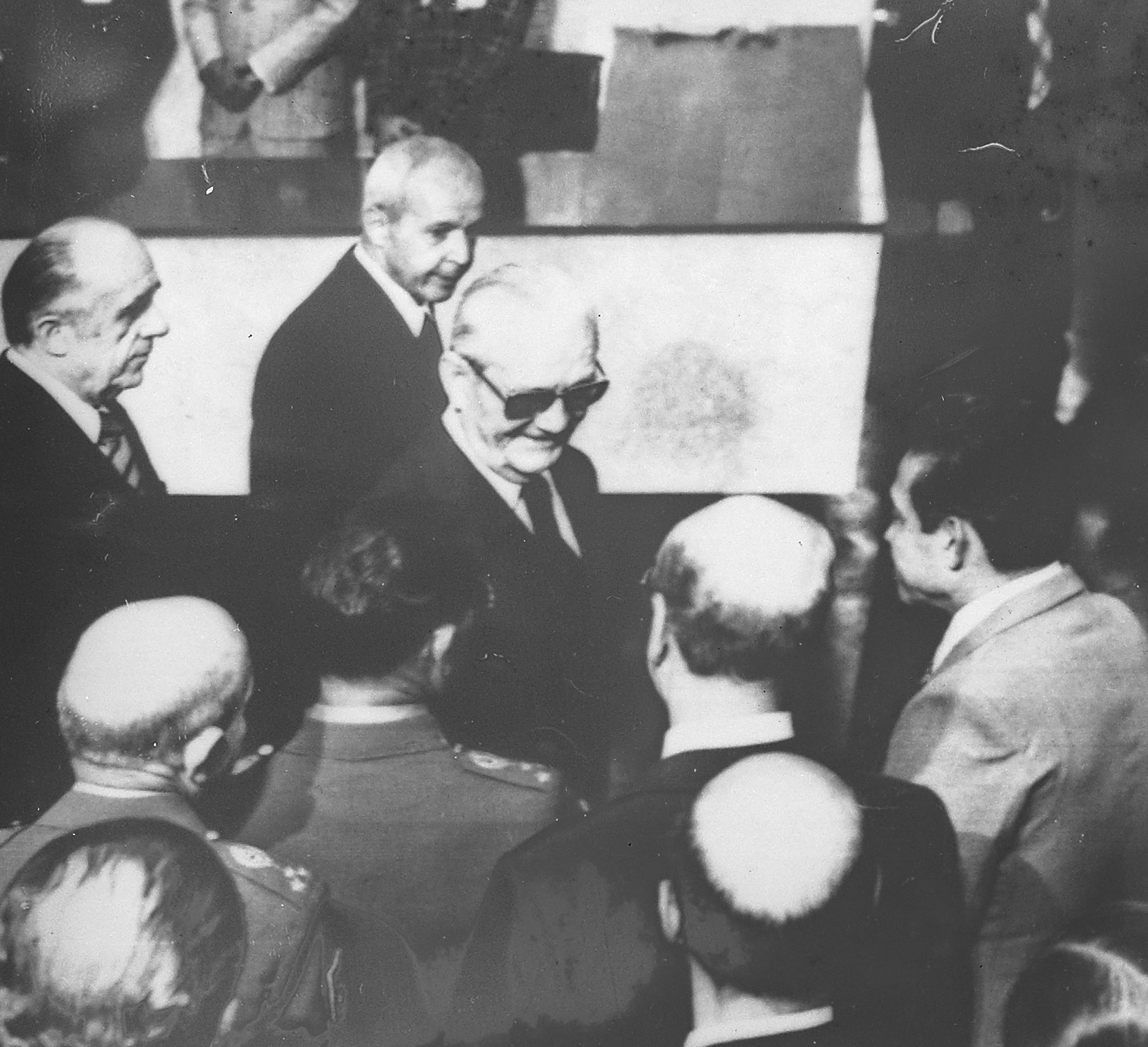
Ernesto Geisel, presidente da Petrobrás na época em que foi aberta a Embaixada da Arábia Saudita em Brasília.

Descrição do ficheiro

### Embaixadores da Arábia Saudita em Brasília
| Início do mandato      | Embaixador                         | Nota                     | Lista de reis da Arábia Saudita | Lista de presidentes do Brasil       | Fim do mandato     |             |
| ---------------------- | ---------------------------------- | ------------------------ | ------------------------------- | ------------------------------------ | ------------------ | ----------- |
| 20 de junho de 1974    | Mamoun Kabbani                     |                          | Faisal da Arábia Saudita        | Ernesto Geisel                       | 8 de julho de 1980 | [ 3 ]       |
| 8 de julho de 1980     | Abdullah Saleh Hababi              | Faridah Zakariya Salamah | Khalid da Arabia Saudita        | João Baptista de Oliveira Figueiredo | Março de 1990      | [ 4 ]       |
| 2001                   | Anwar Abd Rabbuh                   |                          | Fahd da Arábia Saudita          | Fernando Henrique Cardoso            | 2004               |             |
| 2006                   | Hoda Omar Saleh al-Oyaidi          | Encarregado de negócios  | Fahd da Arábia Saudita          | Luiz Inácio Lula da Silva            | 2007               |             |
| 2008                   | Abdullah Alo waifeer               | Encarregado de negócios  | Fahd da Arábia Saudita          | Luiz Inácio Lula da Silva            |                    |             |
| 28 de setembro de 2012 | Hisham Sultan Bin Zafir Al-Qahtani |                          | Abdullah da Arábia Saudita      | Dilma Rousseff                       |                    | [ 5 ] [ 6 ] |

## Relações comerciais
A Arábia Saudita é o principal parceiro comercial do Brasil no Oriente Médio e é seu maior fornecedor de petróleo no mundo, com 33% do total importado. Já as exportações do Brasil para a Arábia Saudita compreendem, principalmente, produtos agrícolas, sobretudo carnes e açúcar. Em 2012, o comércio bilateral superou seis bilhões de dólares.
Em 2018, o volume de intercâmbio comercial caiu para 4,4 bilhões de dólares, mas há largo potencial para incremento das relações comerciais, dadas as complementaridades produtivas entre os dois países. As exportações brasileiras, antes compostas exclusivamente por produtos básicos, passou a contar com maior participação de manufaturados e semi-manufaturados, respondendo, em 2018, por 36,1% do total.

## Serviços
A embaixada realiza os serviços protocolares das representações estrangeiras, como o auxílio aos sauditas que moram no Brasil e aos visitantes vindos da Arábia Saudita e também para os brasileiros que desejam visitar ou se mudar para o país do Oriente Médio.
Outras ações que passam pela embaixada são as relações diplomáticas com o governo brasileiro nas áreas política, econômica, cultural e científica, defendendo os interesses sauditas, como a exigência de mais rigidez no controle de qualidade dos alimentos brasileiros exportados para a Arábia Saudita.